# Ciclismo ai Giochi della VIII Olimpiade - Tandem
La competizione della tandem di ciclismo dei Giochi della VIII Olimpiade si tenne i giorni 26  e 27 luglio 1924 al Velodromo di Vincennes a Parigi, in Francia.

## Risultati
Il tempo è cronometrato sugli ultimi 200 metri.

### Eliminatorie
Si disputarono il 26 luglio. I vincitori ammessi alla finale.
| Pos. | Nazione     | Atleti                                      | Tempo |
| ---- | ----------- | ------------------------------------------- | ----- |
| 1    | Paesi Bassi | Gerard Bosch van Drakestein Maurice Peeters | 12"6  |
| 2    | Ungheria    | János Grimm Ferenc Uhereczky                |       |

| Pos. | Nazione     | Atleti                    | Tempo |
| ---- | ----------- | ------------------------- | ----- |
| 1    | Francia     | Lucien Choury Jean Cugnot | 14"0  |
| -    | Stati Uniti |                           | DNS   |

| Pos. | Nazione       | Atleti                              | Tempo |
| ---- | ------------- | ----------------------------------- | ----- |
| 1    | Danimarca     | Willy Falck Hansen Edmund Hansen    | 12"8  |
| 2    | Gran Bretagna | Frederick Habberfield Thomas Harvey |       |

### Finale
Si disputò il 27 luglio.
| Pos.    | Nazione     | Atleti                                      | Tempo |
| ------- | ----------- | ------------------------------------------- | ----- |
| Oro     | Francia     | Lucien Choury Jean Cugnot                   | 12"6  |
| Argento | Danimarca   | Willy Falck Hansen Edmund Hansen            |       |
| Bronzo  | Paesi Bassi | Gerard Bosch van Drakestein Maurice Peeters |       |